# 페덱스 포럼
페덱스 포럼(영어: FedExForum)는 미국 테네시주 멤피스에 위치한 실내 경기장이다. NBA 멤피스 그리즐리스와 NCAA 멤피스 대학교 농구팀의 홈경기장으로 사용되고 있다.